# Microtendipes nielseni
Microtendipes nielseni är en tvåvingeart som beskrevs av Maurice Emile Marie Goetghebuer 1929. Microtendipes nielseni ingår i släktet Microtendipes och familjen fjädermyggor.
Artens utbredningsområde är Danmark. Inga underarter finns listade i Catalogue of Life.